# Omnibus (programma televisivo)
Omnibus è un talk show italiano di attualità e di politica in onda su LA7 dal 2002 e condotto, a rotazione, da diversi giornalisti del TG LA7. Il programma va in onda tutti i giorni nelle prime ore della mattinata. Dal 2002 al 2010 è andato in onda anche Omnibus Weekend, nel week-end, e Omnibus Estate, nel periodo estivo.
Il 9 maggio 2012 Omnibus ha festeggiato le 3000 puntate.

## Storia
Il programma nasce nella primavera 2002, in seguito alla decisione da parte della proprietà della neonata LA7 di voler cambiare la propria mission di riferimento, accantonando l'idea iniziale di TV dedicata al pubblico giovane per diventare una rete maggiormente votata all'informazione.
Il programma era curato dalla redazione giornalistica del TG LA7 e nel primo periodo andava in onda sotto forma di "contenitore", dalle 7.15 alle 19.45 , coprendo quasi tutto il palinsesto del day-time dell'emittente, intervallato da altre rubriche autonome nel primo pomeriggio. Inoltre era presente un altro spazio intorno alle 23,30. Già dalla stagione successiva, la trasmissione però si è ridotta per rimanere in onda fino alle 12.
Con l'arrivo di Enrico Mentana alla direzione del TG LA7, anche i programmi curati dalla testata passano sotto la sua supervisione. Nel corso delle stagioni, la trasmissione riduce sempre più le ore di trasmissioni fino a stabilirsi in palinsesto nelle prime ore della mattinata. Al suo interno è presente il TG LA7 delle 7:40. Attualmente la conduzione del programma è affidata, a rotazione, ad Alessandra Sardoni ed Edgardo Gulotta mentre nel week end si alternano Gaia Tortora, Frediano Finucci ed Andrea Pennacchioli.

## I segmenti del programma
Sin dalla nascita, il programma presenta vari segmenti:
- Omnibus LA7 nasce nel 2015 dopo la chiusura delle Morning News e va in onda tutti i giorni in forma di rullo con traffico, meteo ed oroscopo dalle 6 alle 7 circa. L’oroscopo e il traffico, andavano in onda dal 2002 al 2010 nella trasmissione. Per volere del nuovo direttore, Enrico Mentana, nel 2010 essi erano stati trasferiti nel TG LA7 Morning News.
- Omnibus News (con il sottotitolo I giornali di oggi) nasce nel 2015 dopo la chiusura delle Morning News e va in onda dalle 7 alle 7:30. Propone la rassegna stampa e l’anteprima di Omnibus Meteo. Precede la prima edizione del TG LA7. Dal 2023 finisce alle 7:40 e propone anche un collegamento con le anticipazioni del TGLA7.
- Omnibus Meteo, presente sin dal 2002 nella trasmissione, trasmette le informazioni meteorologiche con la conduzione del colonnello Paolo Sottocorona. Altri aggiornamenti meteo sono presenti nei programmi Coffee Break e L’aria che tira, sempre con la conduzione di Paolo Sottocorona (seppur non presentano il titolo Omnibus).
- Omnibus (detto anche Il dibattito) è la parte centrale del programma, attualmente va in onda dalle 8 alle 9:40 (inizialmente andava in onda dalle 7 alle 9,15 circa). Si occupa dei temi più importanti del giorno, dalla politica all’economia, commentata in studio da ospiti politici e giornalisti.

### Segmenti del programma cessati
- Omnibus Life, era un segmento presente dal 2008 al 2011. Si occupava di temi leggeri riguardanti lo spettacolo, la musica o il cinema. Con la riduzione delle ore di messa in onda, tale segmento fu chiuso nel 2011, con il programma che attualmente è centrato sull’attualità. Era condotta da Tiziana Panella, affiancata da Enrico Vaime.

## Edizioni
| Edizione | Anno      | Conduzione           | Conduzione          | Conduzione       | Conduzione          | Conduzione    |
| -------- | --------- | -------------------- | ------------------- | ---------------- | ------------------- | ------------- |
| 1ª       | 2002      | Gianluigi De Stefano | Marica Morelli      | Antonello Piroso | Selena Pellegrini   | -             |
| 2ª       | 2002-2003 | Andrea Pancani       | Marica Morelli      | Antonello Piroso | -                   | -             |
| 3ª       | 2003-2004 | Andrea Pancani       | Marica Morelli      | Antonello Piroso | -                   | -             |
| 4ª       | 2004-2005 | Andrea Pancani       | Marica Morelli      | Antonello Piroso | -                   | -             |
| 5ª       | 2005-2006 | Andrea Pancani       | Paola Cambiaghi     | Antonello Piroso | -                   | Gaia Tortora  |
| 6ª       | 2006-2007 | Andrea Pancani       | Andrea Molino       | Paola Mascioli   | -                   | Gaia Tortora  |
| 7ª       | 2007-2008 | Luisella Costamagna  | Andrea Molino       | Paola Mascioli   | Andrea Pennacchioli | Gaia Tortora  |
| 8ª       | 2008-2009 | Tiziana Panella      | Andrea Molino       | Edgardo Gulotta  | Enrico Vaime        | Gaia Tortora  |
| 9ª       | 2009-2010 | Andrea Pancani       | Andrea Molino       | Edgardo Gulotta  | -                   | Gaia Tortora  |
| 10ª      | 2010-2011 | Andrea Pancani       | Andrea Molino       | Edgardo Gulotta  | -                   | Gaia Tortora  |
| 11ª      | 2011-2012 | Andrea Pancani       | Andrea Molino       | Edgardo Gulotta  | Alessandra Sardoni  | Manuela Ferri |
| 12ª      | 2012-2013 | Andrea Pancani       | Flavia Fratello     | Edgardo Gulotta  | Alessandra Sardoni  | Manuela Ferri |
| 13ª      | 2013-2014 | Andrea Pancani       | Flavia Fratello     | Edgardo Gulotta  | Alessandra Sardoni  | Manuela Ferri |
| 14ª      | 2014-2015 | Andrea Pancani       | Andrea Pennacchioli | Andrea Molino    | Alessandra Sardoni  | Manuela Ferri |
| 15ª      | 2015-2016 | Andrea Pancani       | Andrea Pennacchioli | Andrea Molino    | Alessandra Sardoni  | Manuela Ferri |
| 16ª      | 2016-2017 | Andrea Pancani       | Andrea Pennacchioli | Andrea Molino    | Alessandra Sardoni  | Gaia Tortora  |
| 17ª      | 2017-2018 | Andrea Pancani       | Andrea Pennacchioli | Andrea Molino    | Alessandra Sardoni  | Gaia Tortora  |
| 18ª      | 2018-2019 | Andrea Pancani       | Andrea Pennacchioli | Andrea Molino    | Alessandra Sardoni  | Gaia Tortora  |
| 19ª      | 2019-2020 | Andrea Pancani       | Andrea Pennacchioli | Andrea Molino    | Alessandra Sardoni  | Gaia Tortora  |
| 20ª      | 2020-2021 | Andrea Pancani       | Andrea Pennacchioli | Andrea Molino    | Alessandra Sardoni  | Gaia Tortora  |
| 21ª      | 2021-2022 | Andrea Pancani       | Andrea Pennacchioli | Andrea Molino    | Alessandra Sardoni  | Gaia Tortora  |
| 22ª      | 2022-2023 | -                    | Andrea Pennacchioli | -                | Alessandra Sardoni  | Gaia Tortora  |
| 23ª      | 2023-2024 | Edgardo Gulotta      | Andrea Pennacchioli | -                | Alessandra Sardoni  | Gaia Tortora  |
| 24ª      | 2024-2025 | Edgardo Gulotta      | Andrea Pennacchioli | Frediano Finucci | Alessandra Sardoni  | Gaia Tortora  |

## Audience
| Edizione | Rete televisiva | Anno      | Orario     | Orario     | Durata     | Programmazione | Programmazione | Programmazione | Programmazione | Programmazione | Programmazione | Programmazione | Telespettatori | Share |
| Edizione | Rete televisiva | Anno      | Orario     | Orario     | Durata     | L              | M              | M              | G              | V              | S              | D              | Telespettatori | Share |
| -------- | --------------- | --------- | ---------- | ---------- | ---------- | -------------- | -------------- | -------------- | -------------- | -------------- | -------------- | -------------- | -------------- | ----- |
| 1ª       | LA7             | 2002      | 7:15-19:45 | 7:15-19:45 | 750 minuti |                |                |                |                |                |                |                | -              | 4%    |
| 10ª      | LA7             | 2010-2011 | -          | -          | -          | 292.000        | 5,46%          |                |                |                |                |                |                |       |
| 11ª      | LA7             | 2011-2012 | 8:00-9:40  | 7:00-7:30  | 100 minuti | 242.000        | 4,35%          |                |                |                |                |                |                |       |
| 12ª      | LA7             | 2012-2013 | 8:00-9:40  | 7:00-7:30  | 100 minuti | 252.000        | 4,45%          |                |                |                |                |                |                |       |
| 13ª      | LA7             | 2013-2014 | 8:00-9:40  | 7:00-7:30  | 100 minuti | 243.000        | 4,41%          |                |                |                |                |                |                |       |
| 14ª      | LA7             | 2014-2015 | 8:00-9:40  | 7:00-7:30  | 100 minuti | 225.000        | 4,17%          |                |                |                |                |                |                |       |
| 15ª      | LA7             | 2015-2016 | 8:00-9:40  | 7:00-7:30  | 130 minuti | 186.000        | 3,78%          |                |                |                |                |                |                |       |
| 16ª      | LA7             | 2016-2017 | 8:00-9:40  | 7:00-7:30  | 130 minuti | -              | -              |                |                |                |                |                |                |       |
| 17ª      | LA7             | 2017-2018 | 8:00-9:40  | 7:00-7:30  | 130 minuti | 258.000        | 4,20%          |                |                |                |                |                |                |       |
| 18ª      | LA7             | 2018-2019 | 8:00-9:40  | 7:00-7:30  | 130 minuti | N.D.           | N.D.           |                |                |                |                |                |                |       |
| 19ª      | LA7             | 2019-2020 | 8:00-9:40  | 7:00-7:30  | 130 minuti | N.D.           | N.D.           |                |                |                |                |                |                |       |
| 20ª      | LA7             | 2020-2021 | 8:00-9:40  | 7:00-7:30  | 130 minuti | 243.000        | 3,80%          |                |                |                |                |                |                |       |
| 21ª      | LA7             | 2021-2022 | 8:00-9:40  | 7:00-7:30  | 130 minuti | N.D.           | N.D.           |                |                |                |                |                |                |       |
| 22ª      | LA7             | 2022-2023 | 8:00-9:40  | 7:00-7:30  | 130 minuti | N.D.           | N.D.           |                |                |                |                |                |                |       |
| 23ª      | LA7             | 2023-2024 | 8:00-9:40  | 7:00-7:40  | 140 minuti |                |                |                |                |                |                |                |                |       |
| 24ª      | LA7             | 2024-2025 | 8:00-9:40  | 7:00-7:40  | 140 minuti |                |                |                |                |                |                |                |                |       |

## Spin-off del programma

### Niente di personale
Condotto da Antonello Piroso, nacque come rubrica di Omnibus nel 2002. Dopo il grande successo, dalla stagione 2006-2007, diventa un talk show di prima serata, abbandonando il suo ruolo di rubrica. Il programma fu chiuso nel 2012.

### Omnibus Notte
Dal 27 agosto 2012 al 27 luglio 2013, inoltre, il programma è andato in onda anche in seconda serata con il titolo Omnibus Notte, condotto da Flavia Fratello e Edgardo Gulotta a rotazione. Il programma è stato sostituito da TG La7 Night Desk a partire dal 10 settembre 2013.

### Omnibus Weekend
È uno spin-off di Omnibus che è andato in onda dal 2002 al 2010. Ha avuto vari conduttori.
Nel 2006-2007, L'approfondimento è curato da Enrico Vaime, tra le 8:00 e le 9:00, che insieme ad alcuni ospiti dibatte sui fatti principali della settimana, non necessariamente politici e la rassegna stampa viene curata da Ingrid Muccitelli e Andrea Pennacchioli.

### Omnibus Estate
Omnibus Estate è la versione estiva di Omnibus.
Va in onda a partire da luglio fino a metà settembre (orario: 7.00 - 9.15) La versione estiva di Omnibus si caratterizza per uno stile più fresco e sbarazzino rispetto all'Omnibus invernale, prevede un cast rinnovato ed un maggior numero di rubriche mentre il "tema del giorno", pur confermandosi come perno del programma, ha una durata leggermente inferiore.
Omnibus Estate ha tra i suoi obiettivi anche quello di sperimentare rubriche e volti nuovi per Omnibus e Omnibus Weekend, soprattutto per quello che riguarda la conduzione del dibattito, affidato nel 2005 a Rula Jebreal e nel 2006 a Luca Telese. Il programma osserva una sola settimana di pausa, solitamente quella che precede o include Ferragosto. Nel 2007 il tema del giorno viene condotto dalla giornalista Luisella Costamagna. Nel 2008 la conduzione passa a Francesca Barra.

### Coffee Break
Dal 2011 va in onda alle 9,45 condotto attualmente da Andrea Pancani. Inizialmente era condotto da Tiziana Panella. Il segmento, ha la stessa formula della trasmissione madre, ovvero i temi più importanti del giorno, dalla politica all’economia, commentata in studio da ospiti politici e giornalisti.

## Sigle
Per le sigle usate dal 2002 al 2008 sono state usate le canzoni:
- 2002-2004: The String Thing - Soul Ascendants
- 2004-2006: Further In Time - Afro Celt Sound System
- 2006-2008: Busenfreund (dZihan & Kamien Dub) - Tosca